# Mark Lawrenson
Mark Thomas Lawrenson (Penwortham, 2 de junho de 1957) é um ex-jogador de futebol, o qual é mais conhecido por defender o Liverpool e a Seleção Irlandesa na década de 1980, onde atuava como Defesa Central. Apesar de ter nascido na Inglaterra, ele jogou para a República da Irlanda, devido à sua ascendência irlandesa. Atualmente, Lawrenson é comentarista no rádio, na televisão e na internet, e é juntamente com Jon Champion o narrador dos jogos da série Pro Evolution Soccer.

## Estatísticas
Aqui estão listadas as estatísticas de Lawrenson enquanto jogador:
| Performance no clube | Performance no clube   | Performance no clube | Liga  | Liga                               | Copa   | Copa   | Copa da Liga | Copa da Liga | Continental | Continental | Total | Total |
| Temporada            | Clube                  | Liga                 | Jogos | Gols                               | Jogos  | Gols   | Jogos        | Gols         | Jogos       | Gols        | Jogos | Gols  |
| England              | England                | England              | Liga  | Liga                               | FA Cup | FA Cup | League Cup   | League Cup   | Europa      | Europa      | Total | Total |
| -------------------- | ---------------------- | -------------------- | ----- | ---------------------------------- | ------ | ------ | ------------ | ------------ | ----------- | ----------- | ----- | ----- |
| 1974-75              | Preston North End      | Third Division       | 3     | 0                                  |        |        |              |              |             |             |       |       |
| 1975-76              | Preston North End      | Third Division       | 24    | 0                                  |        |        |              |              |             |             |       |       |
| 1976-77              | Preston North End      | Third Division       | 46    | 2                                  |        |        |              |              |             |             |       |       |
| 1977-78              | Brighton & Hove Albion | Second Division      | 40    | 1                                  |        |        |              |              |             |             |       |       |
| 1978-79              | Brighton & Hove Albion | Second Division      | 39    | 2                                  |        |        |              |              |             |             |       |       |
| 1979-80              | Brighton & Hove Albion | First Division       | 33    | 1                                  |        |        |              |              |             |             |       |       |
| 1980-81              | Brighton & Hove Albion | First Division       | 40    | 1                                  |        |        |              |              |             |             |       |       |
| 1981-8]              | Liverpool              | First Division       | 39    | 2                                  |        |        |              |              |             |             |       |       |
| 1982-83              | Liverpool              | First Division       | 40    | 5                                  |        |        |              |              |             |             |       |       |
| 1983-84              | Liverpool              | First Division       | 42    | 0                                  |        |        |              |              |             |             |       |       |
| 1984-85              | Liverpool              | First Division       | 33    | 1                                  |        |        |              |              |             |             |       |       |
| 1985-86              | Liverpool              | First Division       | 38    | 3                                  |        |        |              |              |             |             |       |       |
| 1986-87              | Liverpool              | First Division       | 35    | 0                                  |        |        |              |              |             |             |       |       |
| 1987-88              | Liverpool              | First Division       | 14    | 0                                  |        |        |              |              |             |             |       |       |
| Total                | England                | England              | 466   | 18\|\|\|\|\|\|\|\|\|\|\|\|\|\|\|\| |        |        |              |              |             |             |       |       |
| Total na carreira    | Total na carreira      | Total na carreira    | 466   | 18\|\|\|\|\|\|\|\|\|\|\|\|\|\|\|\| |        |        |              |              |             |             |       |       |